# 曽利文彦
曽利 文彦（そり ふみひこ、1964年5月17日 - ）は、日本の映画監督。大阪府出身。

## 略歴・人物
映画『未知との遭遇』に強い感銘を受け、中学生の頃には既に映画監督を志望。学生時代から8ミリ映画を制作し、独学でCGを学んでいた。
1986年、TBSに入社し、アメリカ・南カリフォルニア大学映画学科に留学。1997年、在学中にアメリカのVFX会社デジタル・ドメインにて、映画『タイタニック』にCGアニメーターとして参加。その後帰国し、映画『ケイゾク/映画 Beautiful Dreamer』（2000年）など多くの劇場作品で、VFXスーパーバイザーを務めたほか、テレビドラマでも『ビューティフルライフ』（2000年）、『池袋ウエストゲートパーク』（2000年）等のドラマで、タイトルバックやVFXシーンを手がけた。
2002年の『ピンポン』で映画監督デビュー。第26回日本アカデミー賞にて優秀作品賞、優秀監督賞を受賞、第24回ヨコハマ映画祭にて新人監督賞を受賞。2004年には、自身初の3DCGアニメ映画『APPLESEED』をプロデュース。モーションキャプチャー（実際の役者の演技をCGキャラクターに反映させる技術）とトゥーンレンダリング（3DCGのキャラクターをセルアニメ調に変換する技術）を組み合わせた「3Dライブアニメ」という独自の手法で注目を集めた。2007年8月には「3Dライブアニメ」による作品の第二弾となる『ベクシル 2077日本鎖国』にて監督・脚本を務め、第60回ロカルノ国際映画祭のオープニング作品に選ばれた他、ロンドン国際映画祭、トロント国際映画祭、釜山国際映画祭など多くの映画祭に招待された。その後も『あしたのジョー』や『鋼の錬金術師』シリーズなど話題作を手掛け、2022年から株式会社unfilmに所属している。2024年に『八犬伝』で監督・脚本を務める。

## 作品リスト

### 映画
- ピンポン（2002年）監督
- ICHI（2008年）監督
- あしたのジョー（2011年）監督
- 鋼の錬金術師（2017年）脚本・監督[10]
- 鋼の錬金術師 完結編 復讐者スカー／最後の錬成（2022年）脚本・監督
- 八犬伝（2024年）脚本・監督

### アニメーション
劇場用作品
- APPLESEED（2004年）プロデュース
- ベクシル 2077日本鎖国（2007年）監督・脚本
- ドラゴンエイジ -ブラッドメイジの聖戦-（2012年）監督

OVA
- TO（2009年）監督

### テレビドラマ
- 私の運命(1994年-1995年、TBS) CG
- 未成年(1995年、TBS) CG
- 天国に一番近い男(1999年-2000年、TBS) CG
- ケイゾク(1999年、TBS) CG
- 美しい人(1999年、TBS) CG
- ビューティフルライフ（2000年、TBS) CG
- 池袋ウエストゲートパーク（2000年、TBS）CG
- QUIZ（2000年、TBS）CG
- ハンドク!!!（2001年、TBS）CG
- 真夜中の雨（2002年、TBS）CG
- Stand Up!!（2003年、TBS) CG
- GOOD LUCK!!（2003年、TBS）CG
- Happy!(2006年、TBS) CG
- 南極大陸（2011年、TBS） VFX

### ミュージックビデオ
- SunMin thanX Kubota「Keep Holding U」（2006年）
- SunMin「Will」（2008年）
- DREAMS COME TRUE「その先へ」（2009年）
- MISIA 「君のそばにいるよ」（2017年）

### ライブビデオ
- DREAMS COME TRUE
  - 20th Anniversary DREAMS COME TRUE CONCERT TOUR 2009 "ドリしてます?" （2009年）
  - 史上最強の移動遊園地 DREAMS COME TRUE WONDERLAND 2011 （2011年）

## 受賞歴
- 第26回日本アカデミー賞 優秀監督賞 - 曽利文彦
- 第24回ヨコハマ映画祭 新人監督賞 - 曽利文彦[11]
- 第17回フィラデルフィア映画祭 ベストアニメーション賞(the best animation feature) - 『ベクシル 2077日本鎖国』[12]
- 第4回KINOTAYO現代日本映画祭観客賞 - 『ベクシル 2077日本鎖国』[13]